# Arab Bank Maroc
Arab Bank Maroc (البنك العربي للمغرب)  est une banque commerciale marocaine.
Bien qu'elle soit ouverte au grand public, elle ne dispose que de 5 agences dans le pays et travaille principalement avec des entreprises.
Filiale du groupe jordanien Arab Bank, son siège se trouve à Casablanca.

## Histoire
Fondée en 1961, l'Arab Bank Plc a ouvert une agence à Rabat avant d'installer son siège social à Casablanca.
En 1973, avec la marocanisation, le capital social  de la banque est détenu a moitié egale par la Banque populaire du Maroc et le groupe Arab Bank.
En 2000, la maison mère Arab Bank rachète les parts de la Banque populaire du Maroc et entame un plan de restructuration. À ce titre, les responsables ont décidé de doubler le capital qui sera porté à 200 millions de DH.
En 2005, une politique de restructuration a été adoptée par ses dirigeants. Cette politique a été accompagnée d'un plan social négocié qui a donné de bons résultats évalués à 47 millions de MAD de bénéfices, ce qui lui a permis de résoudre les pertes.
En décembre 2010, la banque a été rachetée par le fonds d'investissement Asma Invest, détenu à parts égales par le Maroc et l'Arabie saoudite.